# Avenue de l'Ancien-Vélodrome
L'avenue de l'Ancien-Vélodrome est une voie de Toulouse, chef-lieu de la région Occitanie, dans le Midi de la France.

## Situation et accès

### Description
L'avenue est une voie publique. Elle se situe dans le quartier des Amidonniers, dans le secteur 1 - Centre.
Elle est assez particulière puisqu'elle est ovale et ne communique qu'avec un seul axe ouvert, l'avenue Paul-Séjourné. Elle ne dessert que deux impasses – l'allée du Niger et l'impasse du Ramier-des-Catalans – et la promenade du Bazacle, une allée piétonne qui longe la Garonne. Elle passe en partie par un tunnel sous le pont des Catalans. L'intérieur de la boucle est occupé par deux parkings, de chaque côté du pont. L'avenue est entourée de résidences, parfois étudiantes, car à proximité de l'université Toulouse-Capitole et des grandes écoles du centre-ville.
La chaussée compte une voie de circulation automobile dans chaque sens. Il n’existe pas d'aménagement cyclable.

### Voies rencontrées
L'avenue Paul-Séjourné rencontre les voies suivantes, dans l'ordre des numéros croissants (« g » indique que la rue se situe à gauche, « d » à droite) :
1. Avenue Paul-Séjourné
2. Impasse du Ramier-des-Catalans (d)
3. Pont des Catalans (d)
4. Promenade du Bazacle (d)
5. Allée du Niger (d)
6. Avenue Paul-Séjourné

### Transports
L'avenue de l'Ancien-Vélodrome n'est pas directement desservie par les transports en commun Tisséo. Elle se trouve cependant à proximité des arrêts de la ligne de bus 45, qui parcourt l'avenue Paul-Séjourné, et de la navette Ville, qui dessert la rue des Amidonniers. 
Les stations de vélos en libre-service VélôToulouse les plus proches se trouvent sur l'avenue Paul-Séjourné : les stations no 82 (1 avenue Paul-Séjourné) et no 83 (2 avenue Paul-Séjourné).

## Odonymie
L'avenue porte, depuis 1960, le nom de l'ancien vélodrome du Bazacle. Ce dernier avait été construit en 1890. Son exploitation, à partir de 1895, par la société Le Cycle-Sud Toulousain dura jusqu'en 1924, mais il ne fut détruit que dans les années 1950. L'avenue n'était jusque là qu'un chemin sans nom, parfois désigné comme la descente du Bazacle. 

## Histoire
La voie, initialement sans nom, a été aménagée en 1913 pour permettre l'accès au vélodrome du Bazacle. Ce vélodrome ayant été détruit vers 1950 après la construction du Stadium, la voie fut baptisée ainsi en 1960.